# Palaia (Itàlia)
Palaia és un municipi situat al territori de la província de Pisa, a la regió de la Toscana, (Itàlia).
Palaia limita amb els municipis de Capannoli, Montaione, Montopoli in Val d'Arno, Peccioli, Pontedera i San Miniato.

## Galeria

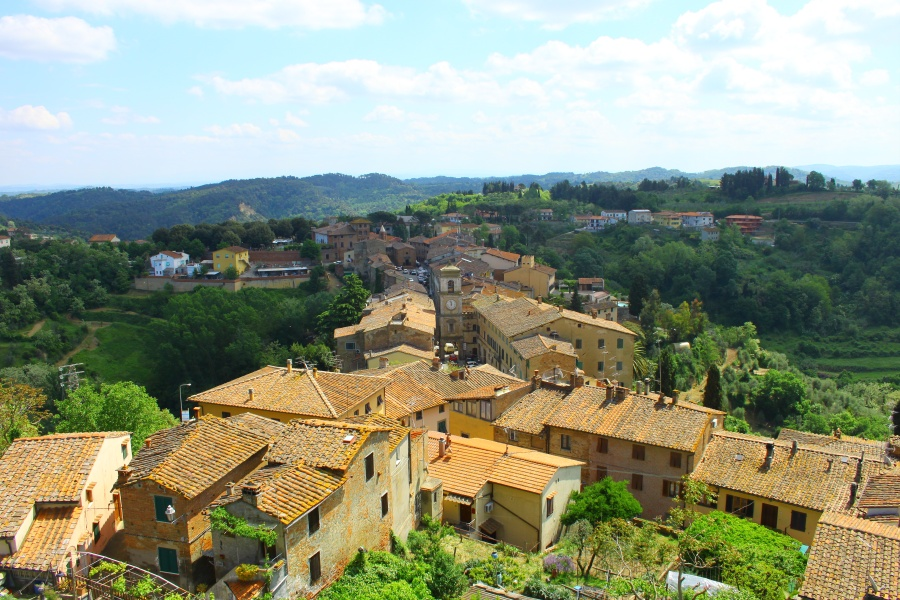
Vista de Palaia
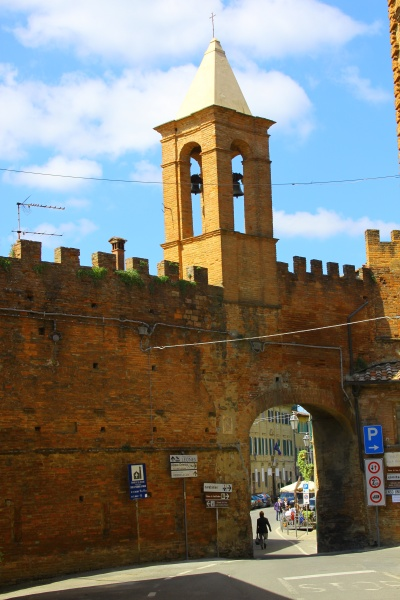
Portal d'accés a la part històrica
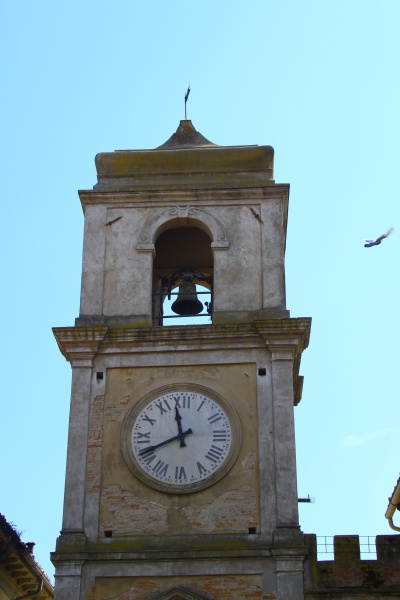
Torre del rellotge
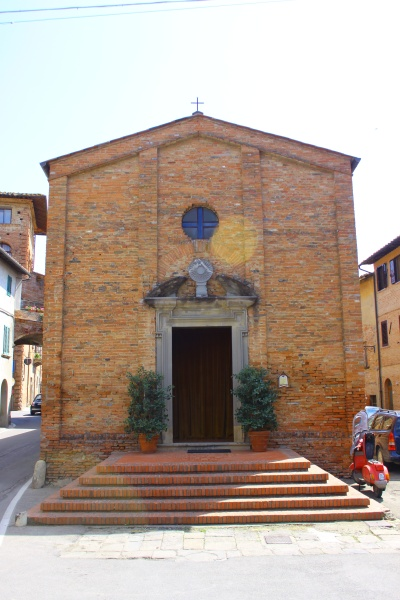
Església de Sta. Maria